# Rüstəmlı (Yevlax)
Rüstəmlı è un comune dell'Azerbaigian situato nel distretto di Yevlax. Conta una popolazione di 862 abitanti.